# Траян Драганов
Траян Недялков Драганов е български офицер, генерал-майор от инженерните войски, командир на Техническата бригада (1931 – 1933) и инспектор на Инженерните войски (1932 – 1934).

## Биография
Траян Драганов е роден на 12 декември 1883 г. в Русе, Княжество България. През 1904 г. завършва Николаевско инженерно училище в Санкт Петербург и на 7 октомври е произведен в чин подпоручик. Като подпоручик е адютант-ковчежник на 6-а пионерна дружина от състава на 6-а пеходна бдинска дивизия. Служи във 2-ра сборна пионерна дружина. На 31 декември 1906 г. е произведен в чин поручик. През 1911 г. е произведен в чин капитан и същата година, като капитан от 3-та пионерна дружина е командирован за обучение в Николаевска инженерна академия в Санкт Петербург, но през септември 1912 г. се завръща преждевременно поради избухването на Балканската война (1912 – 1913).
На 16 март 1917 г. е произведен в чин майор, на 25 юни 1920 в чин подполковник и на 6 май 1926 г. в чин полковник. Служи в 10-а пионерна дружина, 2-ра инженерна дружина и 2-ри пехотен искърски полк. В периода 1 април 1924 – 26 март 1926 г. е назначен за директор на Държавното железопътно училище. През 1929 г. е назначен на служба в Техническата част. През 1931 г. поема командването на Техническата бригада, а на 15 ноември 1932 г. е назначен на най-висшата военно-инженерна длъжност – инспектор на Инженерни войски. На 1 май 1934 г. с Царска заповед № 24 е произведен в чин генерал-майор и на 19 същия месец е уволнен от служба.

## Военни звания
- Подпоручик (7 октомври 1904)
- Поручик (31 декември 1906)
- Капитан (1911)
- Майор (16 март 1917)
- Подполковник (25 юни 1920)
- Полковник (6 май 1926)
- Генерал-майор (1 май 1934)

## Образование
- Николаевско инженерно училище в Санкт Петербург (до 1904)
- Николаевска инженерна академия в Санкт Петербург (1911 – 1912)